# Cyperus nanus
Cyperus nanus är en halvgräsart som beskrevs av Carl Ludwig von Willdenow. Cyperus nanus ingår i släktet papyrusar, och familjen halvgräs.

## Underarter
Arten delas in i följande underarter:
- C. n. liebmannii
- C. n. nanus